# عزيم عزيمزاده
عزيم أصلان أوغلو عزيمزاده - (بالأذرية: Əzim Əzimzadə) رسام أذربيجاني، حائز على لقب فخري رسام الشعب في جمهورية أذربيجان الاشتراكية السوفيتية (1927).

## سيرة ذاتية
ولد عزيم عزيمزاده في 7 مايو لعام 1880 في القرية نوخاني بقرب باكو، في عائلة عامل النفط.
عزيم عزيمزاده لم تلقى تعليمه فني، وكان يدرسه بنفسه. في ثمانية من عمره هو بدأ تعليمه في المدرسة للمسيلمين ودرس فيها القرآن باللغة العربية.
بدأ إبداعه كرسام بنشور أعماله في مجلة «ملا نصر الدين» الشهيرة.
منذ عام 1906، نشرعزيم عزيمزاده رسوماته حول الموضوعات الاجتماعية والسياسية في المجلات.
في الأول من عشرينيات القرن العشرين، صمم عزيمزاده عروضاً في مسارح باكو، وخاصة في مسرح الدراما الأكاديمي الحكومي أذربيجاني.
لعب عماله عزيم عزيمزاده دورا كبيرًا في تطوير تاريخ المسرح. 
في 1914 عزيم عزيمزاده وضع أساس أيضا للفن الرسم الكتاب برسماته توضيحي التي رسمتها عمل «هوبهوبنامة» لشاعر ساخر ميرزى علي أكبر صاربير.
توفي عزيم عزيمزاده في 15 يونيو لعام 1943 في 63 من عمره، بباكو.